# Dingue (vela)

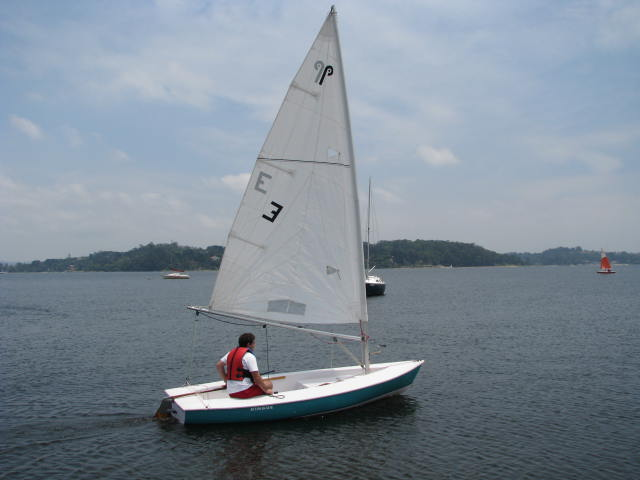
Veleiro Classe Dingue

Dingue é um pequeno veleiro monotipo parecido com a classe Finn, muito popular no Brasil. Apesar de não ser uma categoria olímpica , tem muitos adeptos, não só pelo preço mais acessível , mas também por unir as características de um barco de competição, que em regatas exige a presença de dois velejadores (um timoneiro e um proeiro), com ares de um barco de passeio, um excelente barco para quem procura diversão e lazer em águas abrigadas, podendo levar de uma a quatro pessoas. Também é um excelente barco escola, por ser bastante simples e por não ser muito instável. 

Símbolo da classe Dingue

De fácil montagem e regulagem, utilizando vela única (mestra ou principal) e bolina retrátil. Construído numa estrutura de sanduíche de fibras de vidro com núcleo em PVC, possui comprimento total de 4,16 m, boca (náutica) de 1,66 m, pontal (náutica) de 0,48 m, peso do casco 85 kg e uma área vélica de 6,5m2. Pode contar ainda com suporte para um pequeno motor de popa.
Criado em 1978 pelo engenheiro naval carioca Miguel Pomar, o Dingue foi o primeiro monotipo projetado e construído no Brasil.
Teve sua fabricação interrompida em 1993, período em que a classe ficou sem atividades, voltando ao mercado em 1998 através da empresa Holos Brasil